# Вузье (округ)
Вузье (фр. Vouziers) — округ (фр. Arrondissement) во Франции, один из округов в регионе Шампань-Арденны. Департамент округа — Арденны. Супрефектура — Вузье.
Население округа на 2006 год составляло 22 376 человек. Плотность населения составляет 16 чел./км². Площадь округа составляет всего 1412 км².